# Fombuena
Fombuena – gmina w Hiszpanii, w prowincji Saragossa, w Aragonii, o powierzchni 26,37 km². W 2011 roku gmina liczyła 52 mieszkańców.